# Tapinoma williamsi
Tapinoma williamsi är en myrart som först beskrevs av Wheeler 1935.  Tapinoma williamsi ingår i släktet Tapinoma och familjen myror. Inga underarter finns listade i Catalogue of Life.

## Bildgalleri

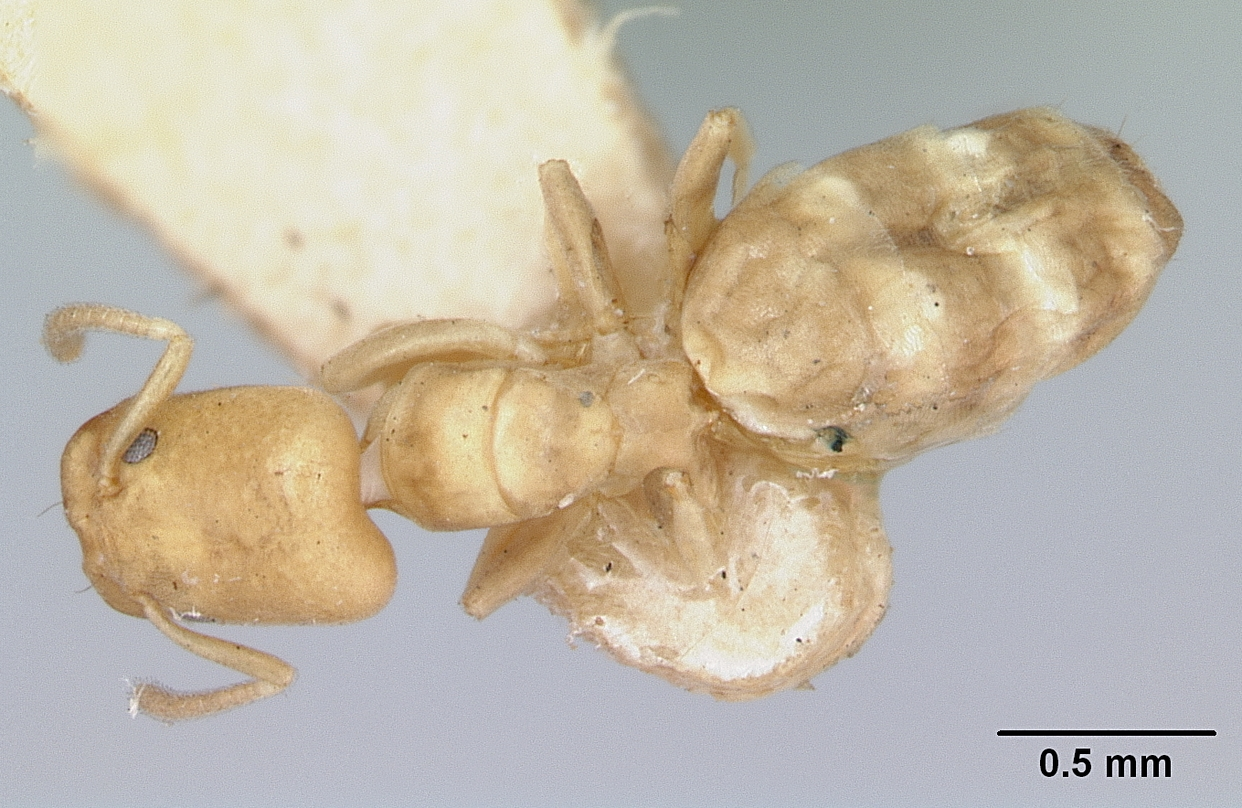
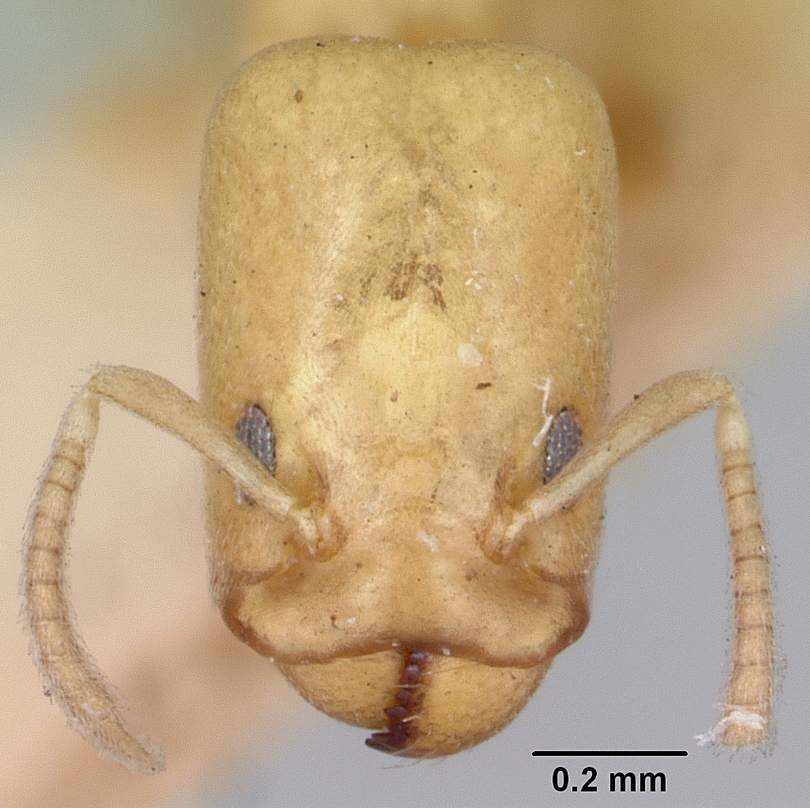
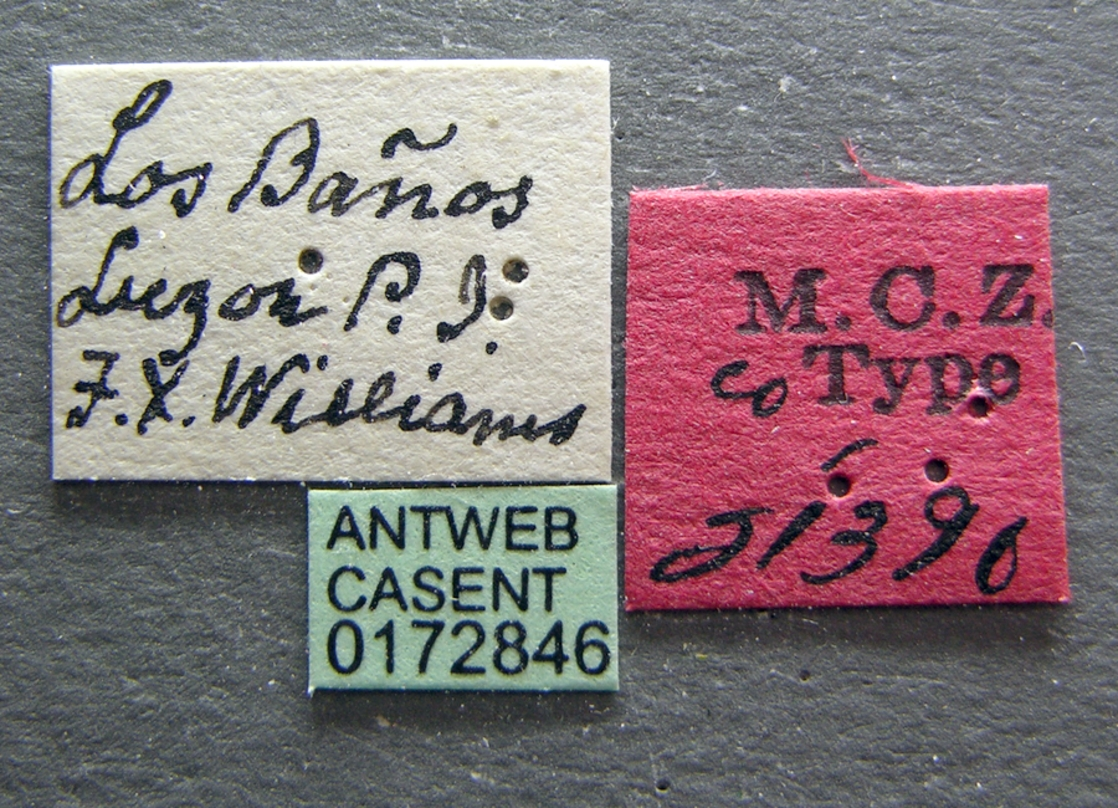
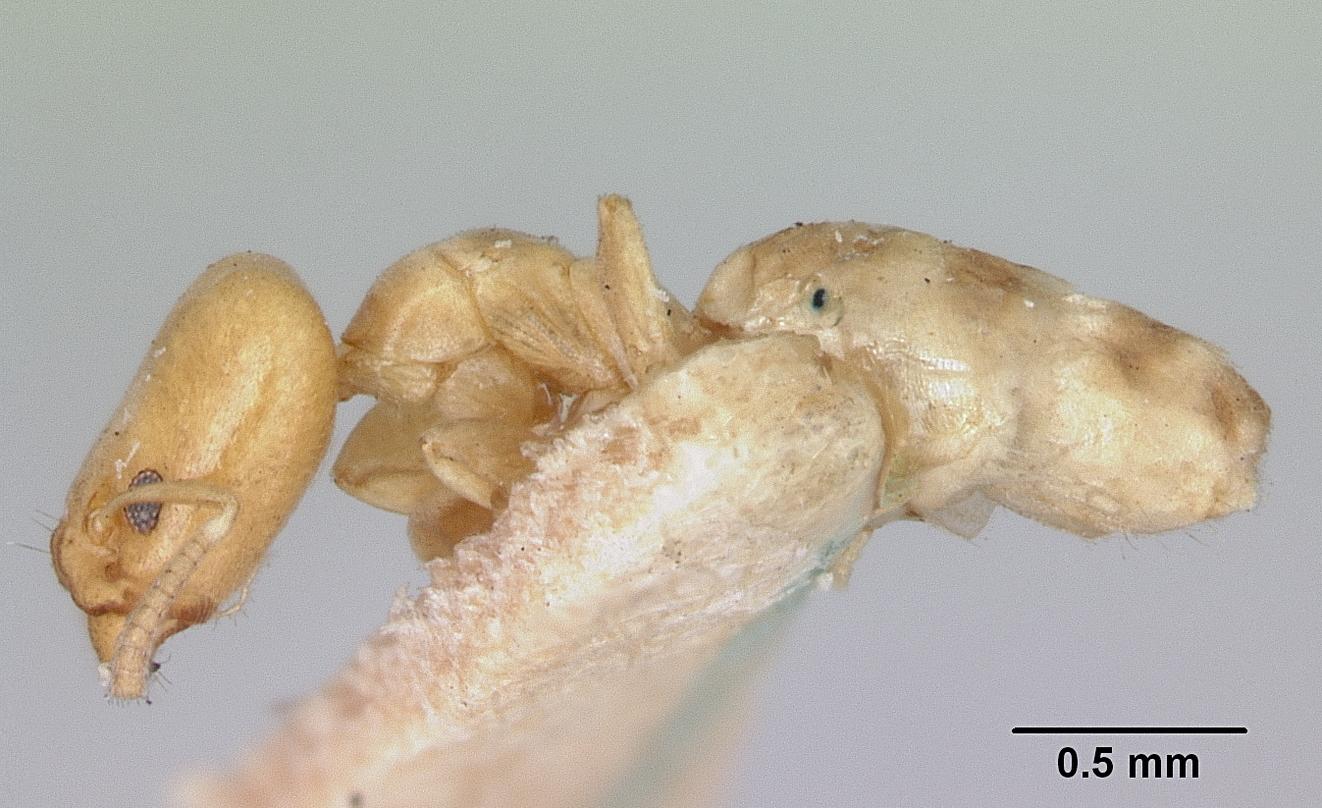
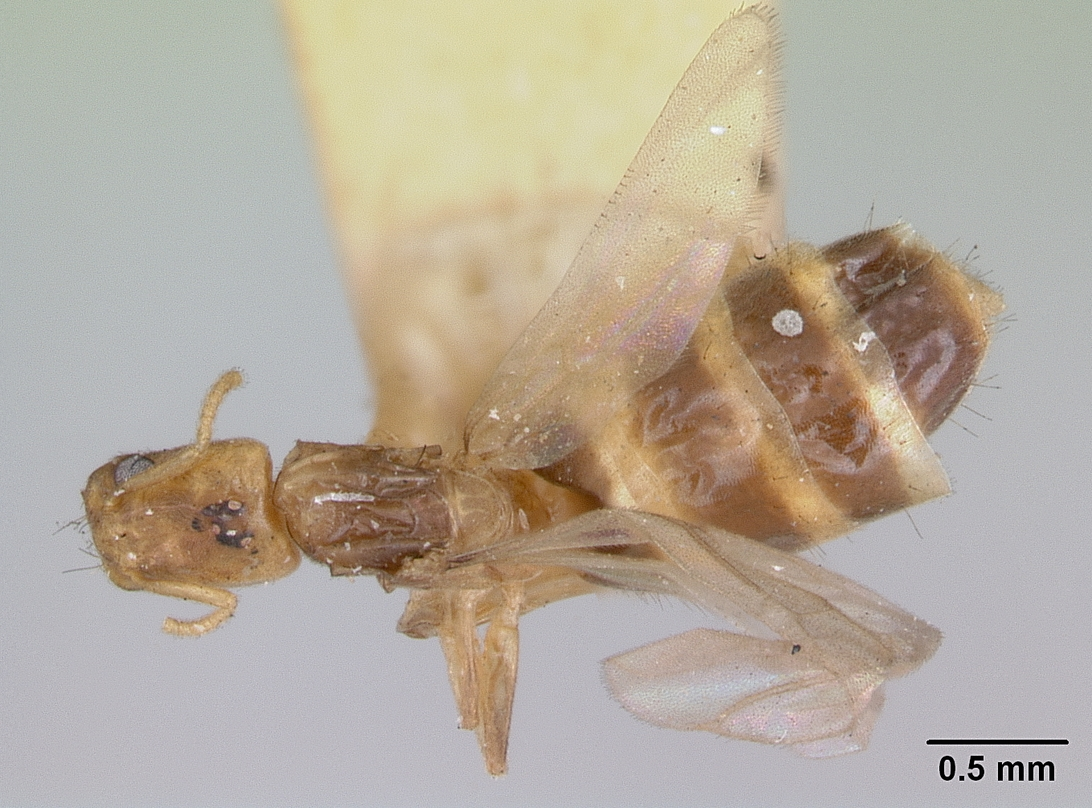
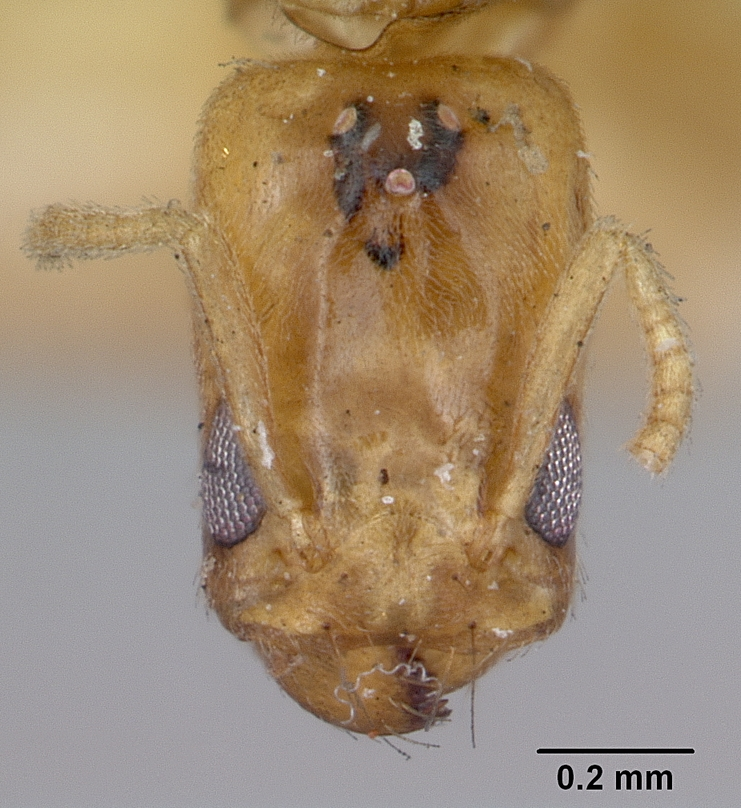